# Alonso Medina
Alonso Medina (Còrdova, segle XVII) fou un músic que fou seise i infant de cor de la catedral de Còrdova. Es dedicà al teatre i recorregué arreu d'Espanya i Portugal amb les companyies de comèdia a les quals pertanyia en qualitat de músic, i com a tal, figura des dels anys de 1689 a 1700. Retirat del teatre ingressà de músic a la catedral de Granada, arribant a ser mestre de capella. S'ignora la data de la seva mort.